# Renata Grzegorczykowa
Renata Grzegorczykowa (ur. 19 czerwca 1931 w Pruszkowie) – polska językoznawczyni, profesor Uniwersytetu Warszawskiego.

## Życiorys
Ukończyła studia na Uniwersytecie Warszawskim, z którym związała się zawodowo od 1956, początkowo pod kierunkiem Witolda Doroszewskiego w Pracowni Leksykologicznej przy Katedrze Języka Polskiego, a następnie w Instytucie Języka Polskiego Wydziału Polonistyki. W 1964 uzyskała doktorat na podstawie książki Czasowniki odimienne we współczesnym języku polskim . W 1974  habilitowała się na podstawie książki Funkcje semantyczne i składniowe polskich przysłówków. W latach 1976–1979 pełniła funkcję wicedyrektora w Instytucie Języka Polskiego Wydziału Polonistyki UW, a od 1981 do 1984 dyrektora tego Instytutu. W 1983 została profesorem nadzwyczajnym . W latach 1982–2001 kierowała Zakładem Budowy Gramatycznej Współczesnego Języka Polskiego na UW. Tytuł profesora zwyczajnego otrzymała w 1995 . W latach 1997–1999 kierowała międzynarodowym projektem badawczym „Porównawcza semantyka leksykalna”, realizowanym na Uniwersytecie Warszawskim we współpracy z językoznawcami z uniwersytetów w Pradze, Moskwie, Kijowie, Sztokholmie . Od 2001 roku współpracowała z macierzystą uczelnią jako profesor emerytowany.
Renata Grzegorczykowa była członkiem wielu towarzystw naukowych, takich jak Polskie Towarzystwo Językoznawcze, Towarzystwo Naukowe Warszawskie, Komitet Językoznawstwa PAN (Komisja Etnolingwistyczna, Komisja Frazeologiczna, Komisja Teorii Języka), Międzynarodowy Komitet Slawistów (Komisja Budowy Gramatycznej Języków Słowiańskich).
Szczególny wkład wniosła w dziedzinie badań nad słowotwórstwem języka polskiego, składnią i semantyką, interesowała się również innymi zagadnieniami polonistycznymi, slawistycznymi, ogólnojęzykoznawczymi i filozoficznymi. W badaniach wykorzystywała metodologię takich kierunków naukowych jak strukturalizm, lingwistyka kognitywna, generatywizm.

## Publikacje
Renata Grzegorczykowa opublikowała ponad dwieście prac swojego autorstwa i współautorstwa.
Wybrane publikacje:
- Indeks a tergo do „Słownika języka polskiego” S. B. Lindego (1965; wspólnie z Zofią Kurzową i Jadwigą Puzyniną)
- Indeks a tergo do „Słownika języka polskiego” W. Doroszewskiego (1973; wraz z zespołem kierowanym z Jadwigą Puzyniną)
- Czasowniki odimienne we współczesnym języku polskim (1969)
- Zarys słowotwórstwa polskiego (pierwsze wydanie: 1972)
- Funkcje semantyczne i składniowe polskich przysłówków (1975)
- Słowotwórstwo współczesnego języka polskiego. Rzeczowniki sufiksalne rodzime (1979; współautorstwo z Jadwigą Puzyniną)
- Gramatyka współczesnego języka polskiego. Morfologia (1984; tom zbiorowy, współredakcja z Romanem Laskowskim i Henrykiem Wróblem)
- Wprowadzenie do semantyki językoznawczej (pierwsze wydanie: 1990)
- Wykłady z polskiej składni (od 1996 cztery wydania)
- Wstęp do językoznawstwa (2007)

## Życie prywatne
W 1953 zawarła związek małżeński z Andrzejem Grzegorczykiem (1922–2014), matematykiem i filozofem, z którym miała dwoje dzieci.